# Puellina voigti
Puellina voigti är en mossdjursart som beskrevs av Ristedt 1985. Puellina voigti ingår i släktet Puellina och familjen Cribrilinidae. Inga underarter finns listade i Catalogue of Life.